# Euceros
Euceros is een geslacht van insecten uit de orde vliesvleugeligen (Hymenoptera) en de familie Ichneumonidae.

## Soorten
- E. albibasalis Uchida, 1932
- E. albitarsus Curtis, 1837
- E. albomarginatus Cushman, 1922
- E. annulicornis Barron, 1978
- E. arcuatus Barron, 1976
- E. canadensis Cresson, 1869
- E. clypealis Barron, 1978
- E. congregatus Barron, 1976
- E. coxalis Barron, 1978
- E. croceus Barron, 1978
- E. chinensis Kasparyan, 1984
- E. decorus Walley, 1932
- E. dentatus Barron, 1978
- E. digitalis Walley, 1932
- E. enargiae Barron, 1976
- E. faciens Davis, 1897
- E. flavescens Cresson, 1869
- E. frigidus Cresson, 1869
- E. gilvus Barron, 1978
- E. incisurae Barron, 1978
- E. kiushuensis Uchida, 1958
- E. latitarsus Barron, 1978
- E. limatus Barron, 1978
- E. maculicornis Barron, 1978
- E. madecassus Seyrig, 1934
- E. medialis Cresson, 1869
- E. melanosoma Barron, 1976
- E. melleus Barron, 1978
- E. obesus Davis, 1897
- E. obliquus Barron, 1976
- E. pectinis Barron, 1978
- E. pinguipes Barron, 1976
- E. pruinosus (Gravenhorst, 1829)
- E. ribesii Barron, 1976
- E. ruber Barron, 1976
- E. ruficeps Barron, 1978
- E. rufocinctus (Ashmead, 1906)
- E. sachalinensis Kasparyan, 1992
- E. sanguineus Davis, 1897
- E. schizophrenus Kasparyan, 1984
- E. semiothisae Barron, 1976
- E. sensibus Uchida, 1930
- E. serricornis (Haliday, 1838)
- E. signicornis Barron, 1978
- E. superbus Kriechbaumer, 1888
- E. taiwanus Kasparyan, 1992
- E. thoracicus Cresson, 1869
- E. tunetanus (Schmiedeknecht, 1900)
- E. unispina Kasparyan, 1984